# Dimitri Nicolau
Dimitri Nicolau (Keratea, 1946 – Roma, 29 marzo 2008) è stato un compositore, pittore, librettista e didatta italiano di origine greca.
Ha studiato musica in Grecia e in Francia. Nel 1967 ha ottenuto asilo politico in Italia, in quanto oppositore del regime dei colonnelli.
A Roma ha frequentato la facoltà di lettere moderne alla Sapienza - Università di Roma e si è diplomato in ripresa cinematografica presso il Centro sperimentale di cinematografia. Ha svolto studi e ricerche personali sulla musica popolare specialmente nell'area greca e balcanica. Nella sua formazione ha accostato la psicoterapia e la teoria della nascita di Massimo Fagioli e i suoi seminari di analisi collettiva.
Ha iniziato a comporre musica a tredici anni, con la Sonata per mandolino e pianoforte (1959). Tra i suoi componimenti va ricordata in particolare La melodia ritrovata op. 41(1975): si tratta di un balletto con grande orchestra ispirato sul tema omerico del viaggio,  di "separazioni", in questo caso musicali, dalle accademie e mode compositive di quelli anni, specialmente da tutto quello che derivava dalla scuola di Darmstadt.
È morto a Roma il 29 marzo 2008, dopo una lunga malattia.

## Composizioni
Il suo catalogo, che ammonta a oltre 300 titoli, comprende 3 opere liriche, 5 sinfonie, alcune opere da camera di carattere satirico, numerosi concerti per strumenti solisti e orchestra, Strassenmusik (musica da strada), 10 quartetti per archi, musica vocale, sinfonica e da camera, cantate, colonne sonore, musica per orchestra di plettri, balletti, oltre 100 partiture per il teatro di prosa e musica per l'infanzia. 